# Międzynarodowa Stacja Kosmiczna
Międzynarodowa Stacja Kosmiczna, MSK (ang. International Space Station, ISS; ros. Международная космическая станция, МКС; trb.: Mieżdunarodnaja kosmiczeskaja stancyja, MKS) – pierwsza stacja kosmiczna wybudowana z założenia przy współudziale wielu państw. Składa się z 43 modułów i elementów oraz umożliwia jednoczesne przebywanie siedmiorga członków stałej załogi (trojga do roku 2009, do 2020 w praktyce sześciorga ze względu na ograniczenia transportowe). Pierwsze moduły stacji zostały wyniesione na orbitę okołoziemską i połączone ze sobą w 1998 roku. Pierwsza stała załoga zamieszkała na niej w roku 2000.
Źródłem zasilania MSK są ogniwa słoneczne, transportem ludzi i materiałów do 19 lipca 2011 zajmowały się amerykańskie wahadłowce programu STS (od lutego 2003 do 26 lipca 2005 wstrzymane z powodu katastrofy promu Columbia) oraz rosyjskie statki kosmiczne Sojuz i Progress. Po zakończeniu amerykańskiego programu wahadłowców w 2011 roku, przewoźnikiem astronautów stały się rosyjskie rakiety Sojuz i od 2020 roku amerykański statek Crew Dragon amerykańskiej firmy SpaceX.
Na stacji znajduje się sprzęt radiowy na potrzeby krótkofalarstwa (projekt ARISS). Ma ona także przydzielone własne znaki wywoławcze: amerykańskie NN1SS oraz NA1SS, rosyjski RZ3DZR oraz niemiecki DL0ISS.
Administracja prezydenta USA George’a W. Busha planowała wstrzymać finansowanie stacji po 2015 roku, co skutkowałoby zdjęciem stacji z orbity na początku 2016 roku. Późniejsza administracja Obamy przedłużyła jednak finansowanie do 2020 roku, a potencjalnie nawet do 2028.
Panele ogniw słonecznych stacji odbijają tyle światła słonecznego, że jest widoczna z Ziemi jako obiekt poruszający się po niebie (w perygeum przy 100% oświetleniu) z jasnością do -5,1 lub -5,9 magnitudo.

## Powstanie
Międzynarodowa Stacja Kosmiczna powstała w wyniku połączenia projektów budowy rosyjskiej stacji Mir-2, amerykańskiej Freedom oraz europejskiej Columbus. Miały one na celu spełnienie marzenia o stałym pobycie ludzi w kosmosie. Udaje się je realizować od 2 listopada 2000, kiedy na MSK dotarła pierwsza stała załoga w składzie: William Shepherd, Jurij Gidzenko oraz Siergiej Krikalow (misja Sojuz TM-31). Pierwotnie stacja miała nazywać się Alfa (pierwsza), jednak sprzeciwiła się temu strona rosyjska, twierdząc, że pierwszy był radziecki Salut 1 z 1971 roku. W zamian zaproponowała nazwę „Atlant”, co z kolei nie spodobało się Amerykanom ze względu na zbytnie podobieństwo do zatopionej w morzu Atlantydy. Wobec braku innych pomysłów Międzynarodowa Stacja Kosmiczna do dziś nie posiada własnego imienia.
Pierwsze plany budowy stacji kosmicznej wspólnie przez Stany Zjednoczone, Japonię i Europejską Agencję Kosmiczną pojawiły się jeszcze w latach 80 XX wieku przy projekcie stacji Freedom. Projekt ten został ostatecznie zarzucony, na rzecz budowy stacji międzynarodowej. Od 1991 roku w prace włączyła się także Kanada, a w 1993 – Rosja. Wykorzystano przy tym niezrealizowane koncepcje stacji Freedom, rosyjskiej Mir-2 (której planowany moduł bazowy, DOS-8 stał się elementem segmentu rosyjskiego) oraz europejskiej stacji Columbus (z projektu wykorzystano jedynie moduł laboratorium orbitalnego wyniesiony na orbitę w 2008). Projekt miał być realizowany w trzech etapach:
- I – przygotowanie modułów i międzynarodowe loty do rosyjskiej stacji Mir – zrealizowany w latach 1995–1998
- II – montaż i wstępna eksploatacja (1998-2001)
- III – dokończenie budowy i dalsza eksploatacja (początek 2001, koniec w 2011)

Początkowo budżet programu na okres od roku 1994 do ukończenia budowy miał zamknąć się w kwocie 17,4 miliarda USD, lecz do momentu wystrzelenia pierwszego modułu w końcu 1997 roku wzrósł ponad dwukrotnie, do 40 miliardów USD. W 1998 roku do projektu dołączyła Brazylia. Pierwszy element stacji, rosyjski moduł Zaria, został wyniesiony na orbitę 20 listopada 1998. Do przybycia pierwszej załogi MSK wzbogaciła się o kolejne dwa moduły – amerykański Unity i rosyjski Zwiezda.

### Państwa biorące udział w projekcie
- Stany Zjednoczone – NASA
- Rosja – Roskosmos
- Kanada – CSA
- członkowie ESA (Europejska Agencja Kosmiczna)

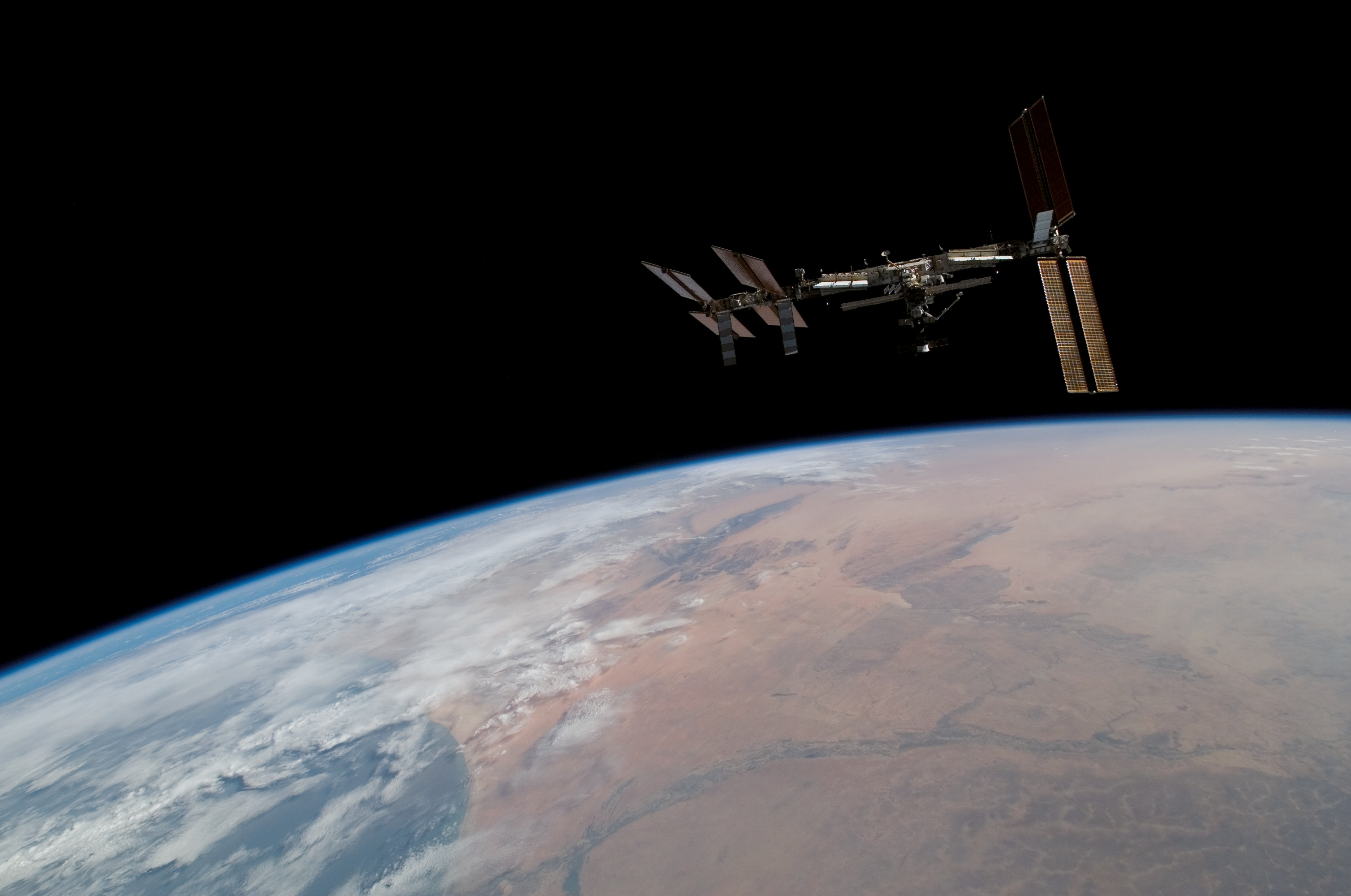
Międzynarodowa Stacja Kosmiczna na tle Ziemi w 2008 roku

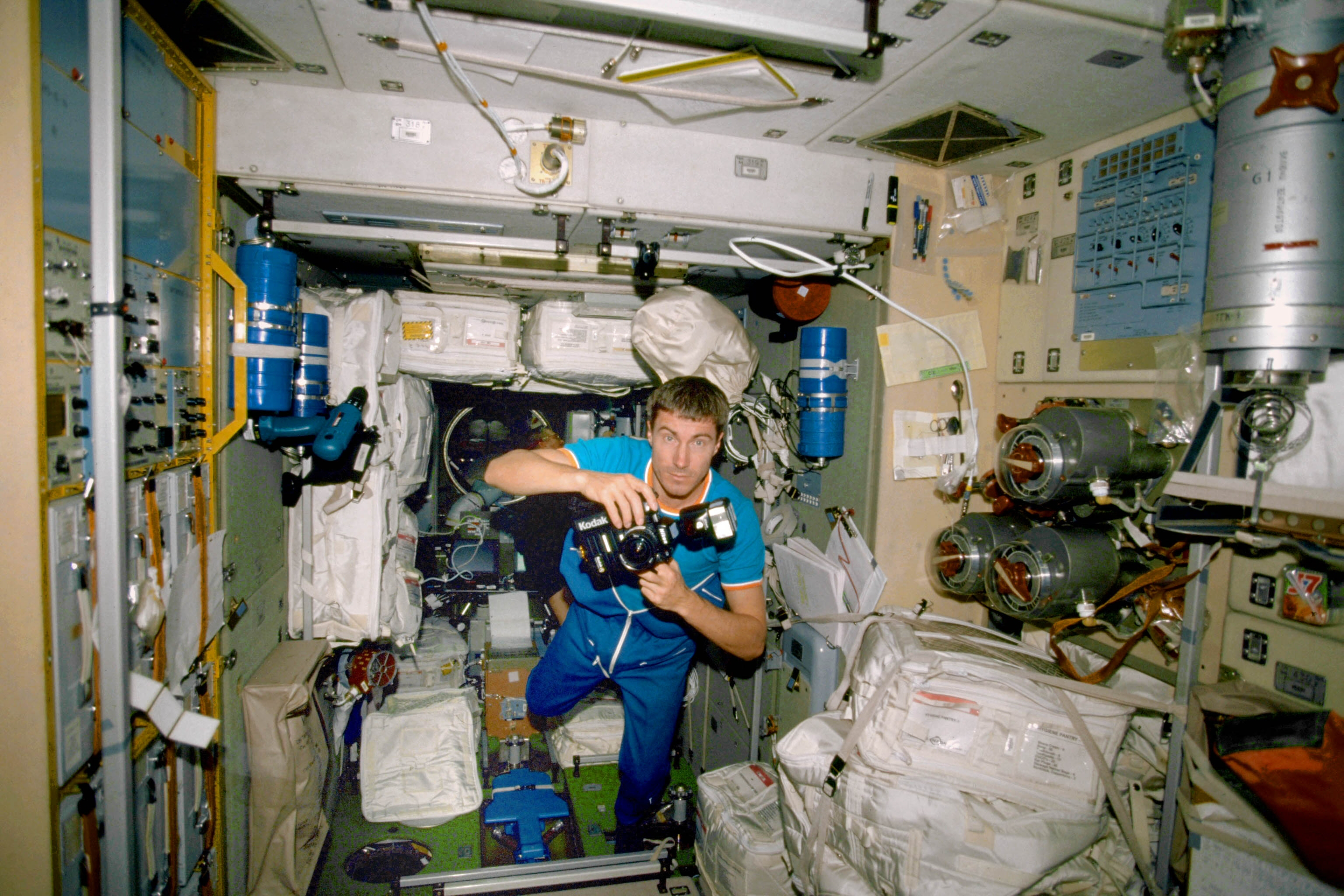
Kosmonauta Siergiej Krikalow wewnątrz modułu serwisowego Zwiezda, listopad 2000

  - Belgia
  - Dania – DNSC
  - Francja – CNES
  - Hiszpania – INTA
  - Holandia
  - Niemcy – DLR
  - Norwegia – NSC
  - Szwajcaria
  - Szwecja – SNSB
  - Wielka Brytania
  - Włochy – ASI
- Japonia – JAXA[11]

## Użytkowanie
Głównym celem Międzynarodowej Stacji Kosmicznej jest umożliwienie prowadzenia badań naukowych w warunkach mikrograwitacji, niemożliwych do osiągnięcia na Ziemi w sposób długotrwały, pozwalając doskonalić metody prowadzenia upraw, lepsze poznanie działania organizmów (a więc i możliwość wynalezienia nowych leków) oraz pomóc rozwiązać inne ziemskie problemy naukowe.

### Loty na MSK
Dotychczas odbyto do stacji 37 lotów amerykańskich wahadłowców (program STS został zakończony w 2011 roku), 73 załogowe loty rosyjskich Sojuzów (stan na lipiec 2025), a od maja 2020 roku na stację kursują statki Crew Dragon firmy SpaceX. Od 2000 roku MSK zaopatrywana jest przez rosyjskie promy towarowe Progress M, w kwietniu 2008 do stacji po raz pierwszy zadokował ATV – pojazd transportowy skonstruowany przez ESA, we wrześniu 2009 odbył się pierwszy lot japońskiego HTV, a od października 2012 stacja zaopatrywana jest także przez statki towarowe Dragon.
W 2020 Sojuz-MS-17 startując z kosmodromu Bajkonur dotarł do MSK w rekordowym czasie ok. 3 godzin.

### Stałe załogi
Począwszy od 1998 roku na MSK przebywało 170 osób, z tego 50 było członkami stałych załóg w ramach 20 ekspedycji. Dla porównania – rosyjską stację Mir w ciągu 14 lat odwiedziło łącznie 137 ludzi. Niemal 1/4 wszystkich astronautów stanowiła załogę Międzynarodowej Stacji Kosmicznej lub pojazdów ją obsługujących.
Pierwotnie stałe załogi składały się z trzech osób, wymienianych amerykańskimi wahadłowcami, jednakże po unieruchomieniu amerykańskich wahadłowców po katastrofie Columbii czasowo zmniejszono ich liczebność do dwóch. Do trzyosobowych załóg powrócono w 2006 r.; trzeci członek załogi był wymieniany przez wahadłowce. Natomiast od 2009 roku na stacji przebywają pełne, 6-osobowe załogi. Po wycofaniu wahadłowców z użytku wymiana załóg odbywała się wyłącznie za pomocą rosyjskich Sojuzów. 16 listopada 2020 roku podczas misji SpaceX Crew-1 po raz pierwszy załogę dostarczyła na stację firma SpaceX (wcześniej odbył się załogowy lot demonstracyjny). Razem z załogą Sojuz MS-17 utworzyli oni po raz pierwszy siedmioosobową ekspedycję 64.
Członkowie załóg MSK otrzymują następujące funkcje: dowódca ekspedycji (amer. CDR lub ros. trb. KOM), inżynier pokładowy (amer. FE lub ros. trb. BI), dowódca statku ratunkowego Sojuz (zawsze Rosjanin, KK) oraz naukowiec MSK (SO, wprowadzone we wrześniu 2002).

### Kosmiczni turyści
W 2001 roku na MSK gościł pierwszy w historii kosmiczny turysta. Amerykański milioner Dennis Tito zapłacił 20 milionów dolarów za niecałe osiem dni (7 dni, 22 godziny, 4 minuty) pobytu w kosmosie w dniach od 28 kwietnia do 6 maja. Drugim turystą był Mark Shuttleworth z RPA. Trzecim turystą został Gregory Olsen w 2005 roku, który poleciał na Międzynarodową Stację Kosmiczną pomimo złego stanu zdrowia. Pierwszą kobietą-turystką w kosmosie została Amerykanka pochodzenia irańskiego Anousheh Ansari. Pierwotny kandydat do lotu Sojuz TMA-9 Daisuke Enomoto został odsunięty z powodów medycznych.
MSK była także miejscem pierwszego kosmicznego ślubu. 10 sierpnia 2003 roku rosyjski kosmonauta Jurij Malenczenko ożenił się z Ekateriną Dimitriewą, która przebywała wówczas w Teksasie.
30 września 2009, na pokładzie statku kosmicznego Sojuz TMA-16, Kanadyjczyk Guy Laliberté jako siódmy turysta kosmiczny udał się na Międzynarodową Stację Kosmiczną. Za swój lot zapłacił 35 milionów dolarów.

## Etapy montażu MSK

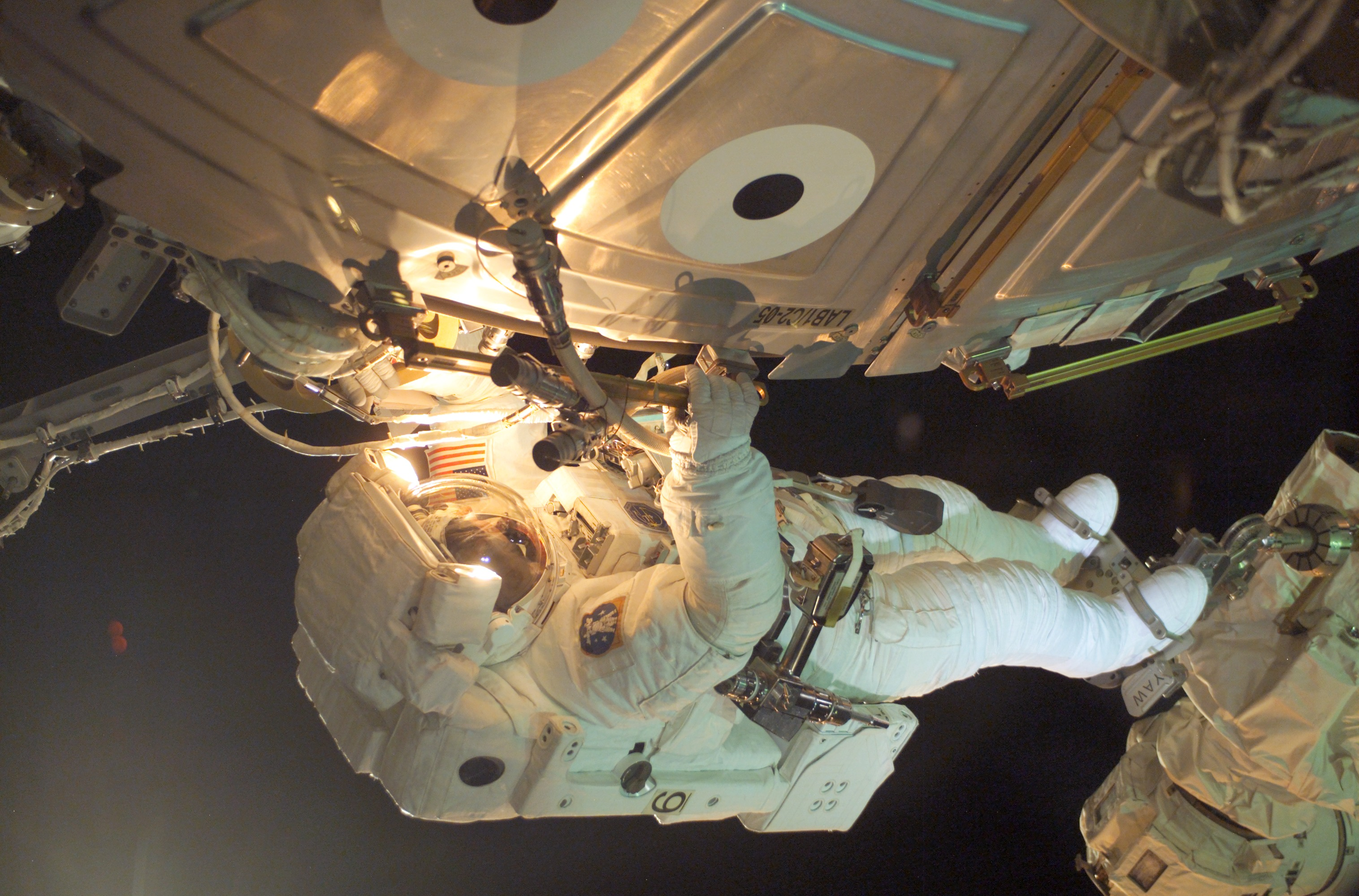
Prace naprawcze na zewnątrz stacji. Na zdjęciu Piers J. Sellers

## Moduły stacji
Po zakończeniu budowy, stacja będzie liczyć 16 hermetyzowanych modułów, o łącznej objętości około 1000 m³. Są to moduły laboratoryjne, dokujące, śluzy, łączniki. Obecnie 15 z tych modułów zostało dołączonych do stacji. Są one wynoszone na orbitę za pomocą wahadłowców, oraz rakiet Proton lub Sojuz.

### Moduły zainstalowane
| Moduł                                                                    | Numer misji | Data startu          | Rakieta                           | Państwo                           | Widok |
| ------------------------------------------------------------------------ | --- | -------------------- | --------------------------------- | --------------------------------- | ----- |
| Zaria (FGB)                                                              | 1A/R | 20 listopada 1998    | Proton K                          | Rosja (budowa) USA (finansowanie) |       |
| Zaria (FGB)                                                              | Pierwszy komponent stacji. Dostarcza zasilanie elektryczne. Obecnie służy jako moduł magazynowy, zawierający m.in. pojemniki z paliwem. |                      |                                   |                                   |       |
| Unity (Node 1)                                                           | 2A | 4 grudnia 1998       | Prom kosmiczny Endeavour, STS-88  | USA                               |       |
| Unity (Node 1)                                                           | Pierwszy moduł łącznikowy, łączący części amerykańską i rosyjską (poprzez PMA-1). |                      |                                   |                                   |       |
| Zwiezda (Moduł Serwisowy)                                                | 1R | 12 lipca 2000        | Proton K                          | Rosja                             |       |
| Zwiezda (Moduł Serwisowy)                                                | Moduł serwisowy stacji, zapewniający pomieszczenia mieszkalne dla stałej załogi, systemy podtrzymujące życie oraz kontroli orbity stacji. Stanowi też miejsce dokowania statków Sojuz, Progress i Automated Transfer Vehicle.                                                                               |                      |                                   |                                   |       |
| Destiny (US Laboratory)                                                  | 5A | 7 lutego 2001        | Prom kosmiczny Atlantis, STS-98   | USA                               |       |
| Destiny (US Laboratory)                                                  | Podstawowy moduł do prowadzenia prac badawczych. Stanowi miejsce zamontowania większości elementów Integrated Truss Structure. |                      |                                   |                                   |       |
| Quest (Joint Airlock)                                                    | 7A | 12 lipca 2001        | Prom kosmiczny Atlantis, STS-104  | USA                               |       |
| Quest (Joint Airlock)                                                    | Podstawowa śluza powietrzna stacji, z której odbywają się wyjścia na zewnątrz w skafandrach amerykańskich EMU, jak i rosyjskich Orłan. Quest składa się z przedziału z wyposażeniem i skafandrami oraz właściwej śluzy.                                                                                     |                      |                                   |                                   |       |
| Harmony (Node 2)                                                         | 10A | 23 października 2007 | Prom kosmiczny Discovery, STS-120 | Europa (budowa) USA (obsługa)     |       |
| Harmony (Node 2)                                                         | Drugi moduł łącznikowy stacji, stanowiący węzeł zasilania elektrycznego, przekazywania danych oraz innych systemów. Do Harmony podłączone są moduły: europejski Columbus i japoński Kibō, a także poprzez port PMA-2 cumowały amerykańskie wahadłowce. Moduł obsługuje też inne moduły zaopatrujące stację. |                      |                                   |                                   |       |
| Columbus (European Laboratory)                                           | 1E | 7 lutego 2008        | Prom kosmiczny Atlantis, STS-122  | Europa                            |       |
| Columbus (European Laboratory)                                           | Podstawowy europejski moduł badawczy. |                      |                                   |                                   |       |
| Kibō Experiment Logistics Module (JEM–ELM)                               | 1J/A | 11 marca 2008        | Prom kosmiczny Endeavour, STS-123 | Japonia                           |       |
| Kibō Experiment Logistics Module (JEM–ELM)                               | Część japońskiego laboratorium Kibō, umożliwiająca magazynowanie i transport do laboratorium. |                      |                                   |                                   |       |
| Kibō Pressurised Module (JEM–PM)                                         | 1J | 31 maja 2008         | Prom kosmiczny Discovery, STS-124 | Japonia                           |       |
| Kibō Pressurised Module (JEM–PM)                                         | Część japońskiego laboratorium Kibō stanowiąca jego główny moduł. Służy do prowadzenia prac badawczych. |                      |                                   |                                   |       |
| Poisk (Mały Moduł Badawczy 2)                                            | 5R | 10 listopada 2009    | Sojuz-FG                          | Rosja                             |       |
| Poisk (Mały Moduł Badawczy 2)                                            | Moduł rosyjski, wykorzystywany do dokowania statków Sojuz i Progress oraz jako śluza powietrzna. |                      |                                   |                                   |       |
| Tranquillity (Node 3)                                                    | 20A | ok. 7 lutego 2010    | Prom kosmiczny Endeavour, STS-130 | Europa (budowa) USA (obsługa)     |       |
| Tranquillity (Node 3)                                                    | Trzeci i ostatni moduł łącznikowy. Zawiera m.in. zaawansowane systemy podtrzymywania życia; miejsce podłączenia modułu Cupola. |                      |                                   |                                   |       |
| Cupola                                                                   | 20A | 8 lutego 2010        | Prom kosmiczny Endeavour, STS-130 | Europa (budowa) USA (obsługa)     |       |
| Cupola                                                                   | Moduł służy jako punkt obserwacyjny zarówno prac na zewnątrz stacji, jak i powierzchni Ziemi. |                      |                                   |                                   |       |
| Rasswiet (Mały Moduł Badawczy 1)                                         | ULF4 | 14 maja 2010         | Prom kosmiczny Atlantis, STS-132  | Rosja                             |       |
| Rasswiet (Mały Moduł Badawczy 1)                                         | Wykorzystywany do dokowania statków i przechowywania zapasów. |                      |                                   |                                   |       |
| Leonardo (PMM)                                                           | ULF5 | 24 lutego 2011       | Prom kosmiczny Discovery, STS-133 | Europa (budowa) USA (obsługa)     |       |
| Leonardo (PMM)                                                           | Wykorzystywany do przechowywania zapasów. |                      |                                   |                                   |       |
| Bigelow Expandable Activity Module                                       | SpaceX CRS-8 | 3 stycznia 2016      | Falcon 9                          | USA                               |       |
| Bigelow Expandable Activity Module                                       | Nadmuchiwany moduł Bigelow Aerospace, przybył na stację na pokładzie statku Dragon. |                      |                                   |                                   |       |
| Nauka (Wielozadaniowy Moduł Laboratoryjny)                               | | 21 lipca 2021        | Proton M                          | Rosja                             |       |
| Nauka (Wielozadaniowy Moduł Laboratoryjny)                               | Podstawowy rosyjski moduł badawczy. |                      |                                   |                                   |       |
| Priczał (Универсальный стыковочный модуль, Uniwersalny Moduł Łącznikowy) | | 24 listopada 2021    | Sojuz-2.1b                        | Rosja                             |       |
| Priczał (Универсальный стыковочный модуль, Uniwersalny Moduł Łącznikowy) | Dodatkowy węzeł cumowniczy dla statków Sojuz, Progress oraz nowych modułów. |                      |                                   |                                   |       |

### Moduły odłączone
| Moduł                   | Numer misji | Data startu      | Data odłączenia | Rakieta | Państwo | Widok |
| ----------------------- | --- | ---------------- | --------------- | ------- | ------- | ----- |
| Pirs (Śluza Powietrzna) | 4R | 14 września 2001 | 27 lipca 2021   | Sojuz-U | Rosja   |       |
| Pirs (Śluza Powietrzna) | Pirs był dodatkowym portem dokującym dla statków Sojuz i Progress, a także umożliwiał wyjścia na zewnątrz stacji. Został odłączony, aby zwolnić miejsce na węźle dla modułu Nauka. |                  |                 |         |         |       |

### Moduły niewykorzystane
| Moduł                                                                  | Numer misji                                              | Data startu | Rakieta                  | Państwo | Widok |
| ---------------------------------------------------------------------- | -------------------------------------------------------- | ----------- | ------------------------ | ------- | ----- |
| Moduł naukowy i energetyczny 1, NEM-1 (Научно-Энергетический Модуль 1) |                                                          |             | Proton-M (lub Angara A5) | Rosja   |       |
| Moduł naukowy i energetyczny 1, NEM-1 (Научно-Энергетический Модуль 1) | Wciąż może stać się częścią przyszłej rosyjskiej stacji. |             |                          |         |       |
| Moduł naukowy i energetyczny 2, NEM-2 (Научно-Энергетический Модуль 2) |                                                          |             | Proton-M (lub Angara A5) | Rosja   |       |
| Moduł naukowy i energetyczny 2, NEM-2 (Научно-Энергетический Модуль 2) | Wciąż może stać się częścią przyszłej rosyjskiej stacji. |             |                          |         |       |

## Rozbudowa stacji po 2003 roku
Katastrofa Columbii 1 lutego 2003 roku, której konsekwencją było wstrzymanie lotów wahadłowców, rzuciła cień na przyszłość Międzynarodowej Stacji Kosmicznej. Najważniejsze moduły stacji, jak np. w pełni gotowe europejskie laboratorium Columbus, były zbyt ciężkie, aby mogły zostać wyniesione na orbitę za pomocą innych pojazdów czy rakiet. Wymiana załóg odbywała się wyłącznie za pomocą statków kosmicznych Sojuz, zaś wyposażenie dostarczały wyłącznie niewielkie statki Progress, co wymusiło ograniczenie stałej załogi MSK do dwóch osób.
26 lipca 2005, po ponad 2-letniej przerwie, wystartował wahadłowiec Discovery z misją testowo-logistyczną STS-114. Lot, mimo histerycznego nastawienia mediów, przebiegł pomyślnie. Stało się tak, mimo iż powtórzył się problem z odpadającą z kadłuba Discovery pianką. Program wahadłowców znów wstrzymano, aby rozwiązać ten problem.
Kolejny lot Discovery (też testowo-logistyczny), przewidziany początkowo na 1 lipca 2006 roku, rozpoczął się 4 lipca 2006 roku. Misja STS-121 się powiodła. Prom Discovery wylądował 17 lipca 2006 roku o godzinie 15:14 czasu polskiego w Centrum Kosmicznym Kennedy’ego na Florydzie.
9 września 2006 wahadłowiec Atlantis wystartował do misji konstrukcyjnej STS-115. Misja, podczas której do MSK dołączone zostały nowe baterie słoneczne, trwała do 21 września.
10 grudnia wystartował do ostatniej w 2006 roku, logistyczno-konstrukcyjnej misji STS-116, wahadłowiec Discovery wraz z siedmioosobową załogą. Misja, trwająca do 22 grudnia, zakończyła się pełnym sukcesem.
9 czerwca 2007 wahadłowiec Atlantis wystartował do misji konstrukcyjnej STS-117. Miała ona na celu zamontowanie nowych paneli słonecznych.
W styczniu 2010 roku załodze MSK udostępniono bezpośrednie połączenie z Internetem.
Ostatnia misja wahadłowca do MSK miała miejsce w lipcu 2011 (STS-135) To była misja zaopatrzeniowa, a zarazem ostatnia misja całego programu STS.

## Statki zaopatrzeniowe
Oprócz wymiany załóg niezbędne jest zaopatrywanie stacji w żywność, części zapasowe, materiały, aparaturę badawczą. W wyniku perspektywy wycofania z użytku w 2011 roku amerykańskich wahadłowców, już pod koniec pierwszej dekady XXI w. niezbędne stało się znalezienie innych możliwości zaopatrywania stacji. Rosyjskie statki transportowe Progress ze względu na małą ładowność nie były w stanie w całości wypełnić tego zadania. W związku z tym partnerzy użytkujący stację, europejska ESA oraz japońska JAXA, podjęli się budowy nowych, większych statków transportowych wynoszonych na orbitę ich rakietami nośnymi, którym nadano nazwy odpowiednio ATV i HTV (Kounotori). Statki ATV po wykonaniu pięciu udanych lotów zaopatrzeniowych w latach 2008–2015 zostały wycofane z eksploatacji, natomiast statki HTV, które wykonały w latach 2009–2015 również pięć lotów, będą w eksploatacji jeszcze do 2019 roku. Ponadto w ramach programu Commercial Resupply Services do MSK docierają komercyjne statki kosmiczne budowane przez prywatne przedsiębiorstwa astronautyczne: Cygnus firmy Orbital Sciences Corporation oraz Dragon produkcji SpaceX. Dotychczas odbyły się ponad 22 starty tych statków, z których ponad 20 pomyślnie dostarczyło zaopatrzenie na stację w ramach programu Commercial Resupply Services.

## Disaster camera

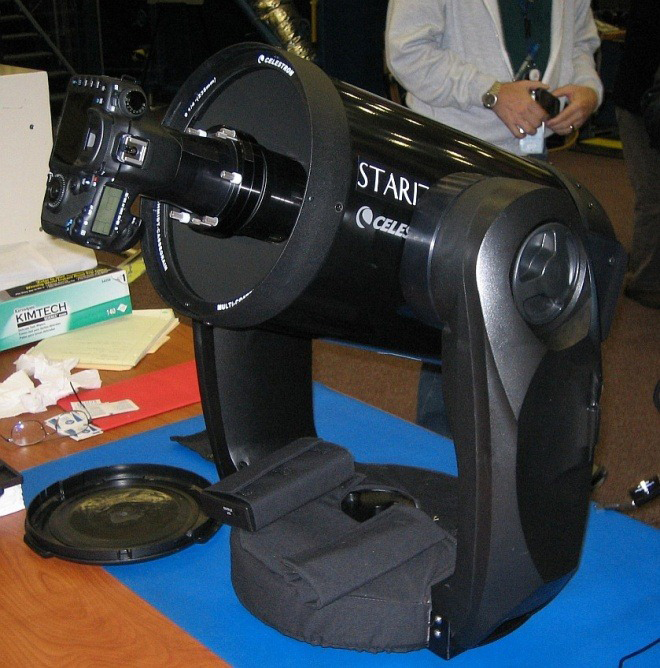
Kamera ISERV’s Pathfinder

Kamera ISERV’s Pathfinder została dostarczona do MSK na pokładzie japońskiego statku zaopatrzeniowego HTV-3 w lipcu 2012 r.
Kamera została zainstalowana w styczniu 2013 na pokładzie laboratorium Destiny. Została umieszczona w okrągłym oknie o średnicy 50 cm, skierowanym w kierunku Ziemi. Pierwsze zdjęcie wykonała 16 lutego 2013. Oprogramowanie systemu ISERV’s Pathfinder jest w stanie na podstawie informacji o lokalizacji MSK, wysokości, trajektorii, obliczyć kiedy nastąpi kolejny przelot stacji nad danym regionem. Wówczas kamera wykona serię zdjęć o wysokiej rozdzielczości z częstotliwością od trzech do siedmiu klatek na sekundę. Kamera jest w stanie wykonać nawet 100 zdjęć podczas jednego przejścia nad danym regionem, jej nominalna rozdzielczość wynosi 2,8 m.
Kamera będzie wykonywała zdjęcia obszarów zagrożonych przez powodzie, osunięcia ziemi, pożary lasów lub inne katastrofy naturalne i wywołane przez działalność człowieka. ISERV jest przeznaczony do zdobywania doświadczenia przed uruchomieniem przyszłego systemu operacyjnego monitorującego katastrofy.

## Zagrożenia
Największym zagrożeniem dla stacji jest możliwość zderzenia z osiągającymi ogromne prędkości meteoroidami. Proponowanym zabezpieczeniem jest „laserowa miotła”, która mogłaby błyskawicznie niszczyć owe odłamki. Jej wprowadzenie będzie jednak wymagało zmiany przepisów zabraniających używania broni laserowej w kosmosie. Ponadto istnieje możliwość zderzenia stacji z kosmicznym odpadkiem o średnicy ponad 1 cm. Innym niebezpieczeństwem związanym z przebywaniem w przestrzeni kosmicznej są strumienie naładowanych cząstek powstających podczas wybuchów na Słońcu. Powodują one awarie instalacji elektrycznych nawet na Ziemi i mogłyby poważnie uszkodzić stację kosmiczną, którą jedynie częściowo ochrania ziemska magnetosfera.
Wirusy komputerowe kilkakrotnie atakowały laptopy, z których korzystają astronauci. Najbardziej znany przypadek został ujawniony przez specjalistów z firmy, która zajmuje się cyberbezpieczeństwem. W 2008 roku na stację zostało zawleczone szkodliwe oprogramowanie (malware) w postaci wirusa komputerowego o nazwie W32.Gammina.AG. Dostał się na MSK prawdopodobnie wraz z należącą do rosyjskiego kosmonauty pamięcią USB, która zainfekowała przynajmniej dwa laptopy załogi. Po tym zdarzeniu na laptopach astronautów zastąpiono podatny na infekcje system operacyjny Windows XP systemem Linux.

## Plany użytkowania i rozwoju
Na konferencji szefów agencji kosmicznych, która odbyła się 23 lipca 2003 roku, ustalono ostateczny kształt stacji. Zdecydowano m.in. rozbudować ją do wielkości pozwalającej na zwiększenie stałej załogi do sześciu osób oraz dołączyć dodatkowe moduły. NASA zamierza prowadzić rozbudowę, podczas gdy Rosja będzie przewozić kolejne załogi. Po ukończeniu całej konstrukcji stacja będzie mieć 1160 m³ pomieszczeń hermetyzowanych, masę 419 ton oraz wymiary 108,4 m rozpiętości baterii słonecznych i 74 m długości, umożliwiając pracę sześcioosobowej załogi. Moc tworzona przez ogniwa słoneczne wyniesie 110 kW, z czego 50 kW będzie służyć funkcjonowaniu stacji, reszta ma być przeznaczona na badania naukowe.
Na przełomie 2007 i 2008 roku konsorcjum brytyjskich naukowców i inżynierów zaproponowało skonstruowanie dwóch modułów mających przejąć funkcje zarzuconego modułu mieszkaniowego. Wielka Brytania do tej pory nie uczestniczy w projekcie MSK ani bezpośrednio, ani poprzez ESA.
W 2016 roku ówczesny szef NASA, Charles Bolden, przedstawił plany otwarcia MSK dla sektora prywatnego. Plan zakłada, że prywatne przedsiębiorstwa będą mogły dołączać własne moduły do Międzynarodowej Stacji Kosmicznej, co finalnie będzie prowadziło do powstawania nowych prywatnych stacji kosmicznych. Działanie to ma na celu zmniejszenie olbrzymich kosztów utrzymania stacji oraz przyspieszenie eksploracji kosmosu.

## Kwestie prawne
Na pokładzie w module należącym do danego państwa obowiązuje jurysdykcja tego państwa, tak jakby dane laboratorium było przyłączone do odpowiedniego narodowego terytorium.

## Opłacalność
Szacuje się, że łączny koszt budowy, utrzymywania i wysyłania kolejnych ekspedycji na Międzynarodową Stację Kosmiczną przekroczy 100 miliardów USD. Wobec zużywania tak ogromnych środków rośnie liczba przeciwników projektu, którzy widzą w nim stratę czasu i pieniędzy, jakie mogłyby umożliwić wysłanie wielu tańszych i efektywniejszych misji bezzałogowych. Na przykład Kosmiczny Teleskop Hubble’a (koszt 2 miliardy USD) przyniósł więcej odkryć niż jakiekolwiek inne przedsięwzięcie, zaś roboty Spirit i Opportunity (razem 800 mln USD) dowiodły obecności wody na Marsie. Nie brak również głosów krytykujących eksplorację kosmosu w ogóle – według nich za 100 miliardów USD można by rozwiązać wiele problemów na Ziemi. Zwolennicy podboju kosmosu odpowiadają, że jego krytyka jest krótkowzroczna i pozbawiona jakichkolwiek podstaw. Z kolei entuzjaści lotów załogowych argumentują, że opracowane podczas ich przygotowywania i realizacji technologie przyniosły miliardy dolarów realnego zysku. Według niektórych prognoz, pośrednie korzyści ekonomiczne odniesione w wyniku komercjalizacji tych technologii siedmiokrotnie przekraczają zainwestowany kapitał (inne prognozy mówią o trzykrotnym zysku) inne z kolei o stukrotnej stracie. To, czy tego rodzaju korzyści wynikną również z programu MSK, jest przedmiotem intensywnej dyskusji.
Do 2010 roku USA wydało ponad 108 mld dolarów (58,7 z NASA i 50,4 koszt 36 lotów wahadłowców podczas budowy), Rosja ok. 12 mld, Europa – 5 mld, Japonia – 5 mld.

## Polski wkład
- W ramach programu ARISS zostały zainstalowane na MSK anteny polskiej konstrukcji i produkcji[31].
- W 2025 roku Sławosz Uznański-Wiśniewski jako pierwszy Polak postawił stopę na MSK. Polska misja „Ignis” była częścią komercyjnego lotu Axiom 4. Uznański pełnił tu rolę naukową jako specjalista misji, mający za zadanie przeprowadzić szereg eksperymentów związanych ze stanem nieważkości oraz przebywaniem w przestrzeni kosmicznej[32].